# 神奈川県立川崎高等学校
神奈川県立川崎高等学校（かながわけんりつ かわさきこうとうがっこう）は、神奈川県川崎市川崎区渡田山王町にある公立単位制高等学校。この項目では、前身である旧県立川崎高校および旧県立川崎南高校についても併せて記述する。

## 概要
旧県立川崎高校は神奈川県立川崎中学校として1926年（昭和2年）に創立。横浜三中（現・横浜緑ケ丘高）に次いで8校目、川崎市では初の旧制中学校であった。戦前戦後を通し川崎地区を代表する進学校の位置にあったが、1969年（昭和44年）に始まった学園紛争（川高闘争）以来、制服や定期試験・成績表の廃止が響き、神奈川県内の公立旧制中学を前身とする全日制課程の高校としては、進学率が低迷した高校であった。全日制課程、定時制課程とも普通科の高校であった。
旧県立川崎南高校は神奈川県の高校百校新設計画に基づき、1979年（昭和54年）に創立された全日制普通科の高校であった。チアリーディング部は1992年（平成4年）には 全日本学生チアリーディング選手権大会において第3位 の功績を残した。
現県立川崎高校は1999年（平成11年）11月の「県立高校改革推進計画」策定後、神奈川県教育委員会が推進体制を整え、「前期実施計画」に基づき川崎南部方面フレキシブルスクール準備委員会（現在の県立川崎高校の準備委員会）を設置し、2004年（平成16年）、旧県立川崎高校と旧県立川崎南高校との再編整備により、単位制普通科フレキシブルスクールとしての県立川崎高校が新校として開校。全国初の全日制課程と定時制課程を一体化させた新たな学習システムを展開している。

## 沿革

### 旧県立川崎高校
- 1923年（大正14年）2月 - 川崎市会に県立中学校設置の意見書提出
- 1927年（昭和2年）1月28日 神奈川県立川崎中学校設立認可（川崎市内で初の中学校となる。）
- 1927年（昭和2年）4月6日 川崎市立川崎小学校校舎の一部を借り受け授業を開始する
- 1932年（昭和7年）6月27日 校舎完成
- 1940年（昭和15年）5月17日 財団法人川崎弘道中学（川崎大師経営の夜間中学）が設立認可され併設
- 1943年（昭和18年）～1944年（昭和19年） 川崎弘道中学、時局進展のため県の指令を受け生徒募集中止
- 1947年（昭和22年）4月1日 新学制発足（旧制中学5・4年生、附設中学3・2年生）
- 1948年（昭和23年）4月1日 学制改革により神奈川県立川崎中学校を神奈川県立川崎高等学校と改称、併設中学校を設置 財団法人川崎弘道中学を財団法人川崎弘道高等学校と改称（6月に川崎弘道高等学校女子部新設。）
- 1949年（昭和24年）4月11日 全日制、新制高校の形（高1～3年）になる。
- 1949年（昭和24年）4月15日 定時制課程を併設（同日付で川崎弘道高等学校が廃校し、生徒は全員川高定時制に転籍）。
- 1950年（昭和25年）4月1日 全日制課程に学区制施行。（学区は川崎市内）男女共学となる。
- 1951年（昭和26年）11月2日 創立25周年記念式典挙行
- 1955年（昭和30年）9月7日 プール竣工
- 1957年（昭和32年）11月19日 定時制教育10周年記念式典挙行
- 1962年（昭和37年）9月30日 創立35周年記念式典挙行
- 1969年（昭和44年）1月30日 新校舎第3期工事完成（1964年（昭和39年）第1期工事完成・1967年（昭和42年）第2期工事完成…旧校舎は順次解体)
- 1969年（昭和44年）11月15日 11.15改革案により、制服、定期試験が廃止される。（紛争中の川崎高校の一部を仮校舎として開校していた県立生田高校は通常の授業が行われていた。）
- 1970年（昭和45年）2月5日 学校の要請で機動隊が出動。機動隊の出動に抗議し早朝に学校に駆け付けた生徒19人が補導される[1]。
- 1977年（昭和52年）5月9日 創立50周年記念式典挙行
- 1980年（昭和55年）12月23日 全日制課程、学区改編により川崎南部学区となる。
- 1984年（昭和59年）11月2日 体育館兼講堂竣工
- 1987年（昭和62年）5月23日 創立60周年記念式典挙行
- 1994年（平成6年）2月24日 格技場（現武道場・部室棟）竣工
- 1998年（平成9年）10月25日 創立70周年記念式典挙行
- 1999年（平成11年）4月1日 定時制課程、3修制導入

### 旧県立川崎南高校
- 1978年（昭和53年）9月1日 川崎方面新設高校設立準備開始 県立瀬谷西高校仮校舎（旧県立商工高校内）に準備室を設置
- 1979年（昭和54年）1月1日 県立川崎南高等学校設置告示 県立川崎高校において開校事務を開始
- 1979年（昭和54年）3月27日 仮校舎（川崎区小田）に移転
- 1979年（昭和54年）4月1日 「神奈川県立川崎南高等学校」開校
- 1980年（昭和55年）4月4日 本校舎（川崎区小田栄）引き渡し・移転
- 1982年（昭和57年）3月1日 第1回卒業式・校歌披露式挙行
- 1982年（昭和57年）6月12日 校舎落成記念式挙行

### 現県立川崎高校
- 1999年（平成11年）11月 「県立高校改革推進計画」策定後、神奈川県県教育委員会は推進体制を整え、「前期実施計画」に基づき川崎南部方面フレキシブルスクール準備委員会（現県立川崎高校の準備委員会）を設置
- 2003年（平成15年）3月5日 専修大学と教育交流に関する協定調印
- 2003年（平成15年）6月 標準服制定
- 2004年（平成16年）4月1日 旧県立川崎高校（全日制普通科・定時制普通科）と旧県立川崎南高校を再編整備され、旧県立川崎高校敷地内に新校（フレキシブルスクール）として設置、開校（新校舎完成まで、旧川崎高校校舎を使用）

（新校の校名選定理由としては、新校所在地の市名であり、伝統のある地名を生かし「神奈川県立川崎高等学校」とされた。）
- 2005年（平成17年）2月18日 新校舎完成。新校歌制定。（旧県立川崎高校OBの島田雅彦 作詞）
- 2005年（平成18年）3月13日 岩谷学園と教育交流に関する協定調印
- 2008年（平成20年）4月 県立横浜平沼高校通信制の閉課程に伴い、県立横浜修悠館高校と定通併修を開始
- 2012年（平成24年）3月19日 神奈川大学と教育交流に関する協定調印
- 2014年（平成26年）11月5日 川崎市教育文化会館で新校開校10周年記念式典が挙行。

## 特色
- 入学式が全日制と定時制が一緒に行われる。
- 単位制高校で、学校で行われる授業の他に、インターンシップや技能審査学、短期集中講座などで所定の単位が認められる。
- 公開講座、県川公開セミナー、専修大学、神奈川大学、岩谷学園での授業など、所定の提携機関の講座や大学での聴講により、所定の単位が認められる。
- 全日制課程と定時制課程を一体化させたことを活かし、両課程の生徒が同じ教室で学ぶ授業時間がある。部活動も部によっては両課程の生徒が参加する。
- 定時制においては神奈川県立横浜修悠館高等学校と定通併修を行っている。
- 全日制の課程、定時制の課程共通の標準服があり、襟には入学時に配られるシンボルマークのバッジを着ける生徒が多い。
- 不審者の構内侵入防止、定期テスト等での本人確認のため、生徒には「生徒ID証（IDカード）」の携行が義務づけられており、授業やテストの際に提示することが求められる。
- 「（クラス）担任」は原則的に3年間変わらない。また、「（クラス）担任」「副担任」とは別にもう一人、生徒自らが選ぶ「チューター」という担任が進路などについての指導を行う。

## 交通
- JR南武線 川崎新町駅 徒歩約3分（通用門から。）
- 川崎鶴見臨港バス 二の辻バス停 徒歩約3分（正門から。）
- 京急本線 八丁畷駅 徒歩約10分（正門から。）

## 学園祭
- 柏葉祭 2003年（平成15年）まで（旧県立川崎高校）
- 文化祭 2004年（平成16年）
- 輝葉祭 2005年（平成17年）から

## 著名な出身者

### 旧制川崎中学校
- 栗本正 - 声楽家（バス歌手）元二期会常任理事、元名古屋芸術大学学長

### 旧県立川崎高校
- 安藤昇 - 元安藤組、俳優
- 鈴木義司 - 漫画家
- 柴田秀一 - 元TBSアナウンサー
- 青柳秀侑 - 元文化放送アナウンサー、映画評論家
- 島田雅彦 - 小説家、法政大学教授、紫綬褒章
- 玉置宏 - 司会者
- 中島義道 - 哲学者、元電気通信大学教授
- 佐藤征一郎 - 声楽家（バス、バスバリトン）、川崎市市民文化大使、元洗足学園音楽大学名誉教授
- 三浦淳 - 元川崎市副市長
- 大澤太郎 - 元川崎市環境局長、元同市総務企画局長、同市上下水道事業管理者
- 田代賢 - 元NHKアナウンサー
- 小嵐九八郎 - 小説家
- 数見肇 - 空手家
- 藤原誠 - 歌手
- 奈良節雄 - バスケットボール選手
- 長沢琴枝 - フィギュアスケート選手
- 鴨志田正樹 - アメリカンフットボール選手
- 西岡文彦 - 版画家、多摩美術大学教授
- 和田優子 - 美容研究家、ミス日本コンテスト大会運営委員長

### 旧県立川崎南高校
- 柏倉隆史 (toe) - ミュージシャン
- 松本肇 - 教育評論家（定時制）
- 小森純 - モデル
- 上野高広 - ドリフトドライバー

### 現県立川崎高校
- 酒井健太 - アルコ&ピース（お笑いコンビ）
- 宮城舞 - モデル
- 齋藤美波 - モデル